# Cantua ovata
Cantua ovata är en blågullsväxtart som beskrevs av Antonio José Cavanilles. Cantua ovata ingår i släktet Cantua och familjen blågullsväxter. Inga underarter finns listade i Catalogue of Life.